# Charles Ferdinand de Macar
Marie Charles Ferdinand Balthazar baron de Macar (Borgworm, 5 september 1785 - Luik, 24 maart 1866) was een Belgisch liberaal politicus, gouverneur en ondernemer.

## Biografie

### Familie
Ferdinand de Macar, telg uit de familie de Macar, was een zoon van Pierre-François de Macar (1747-1827), raadgever van de prins-bisschop van Luik, en Anne-Marie d'Aoust d'Heuleux (1752-1824). Hij trouwde in 1828 in Brussel met Henriette Meeûs (1800-1886), dochter van François-Joseph Meeûs. Ze kregen een zoon en twee dochters.
- Ferdinand de Macar (1830-1913), industrieel, burgemeester van Hermalle-sous-Huy, volksvertegenwoordiger en voorzitter van de Raad van Adel, trouwde in 1849 in Luik met Delphine de Potesta (1828-1899), dochter van Charles de Potesta, burgemeester van Engis. Ze kregen twee zoons en drie dochters, met afstammelingen tot heden.
- Eugènie de Macar (1832-1889), trouwde in 1855 in Luik met Charles Debraconier (1832-1901), industrieel, broer van Frédéric Braconier, industrieel, burgemeester van Modave, volksvertegenwoordiger en senator. Ze kregen een zoon en twee dochters, met afstammelingen tot heden.
- Ida de Macar (1836-1902), trouwe in 1859 in Luik met baron Léonce de Moffarts (1839-1902). Ze kregen drie zoons en vijf dochters, onder wie baron Paul de Moffarts, provincieraadslid van Luxemburg en senator, met afstammelingen tot heden.

Hij was een schoonbroer van graaf Ferdinand Meeûs, bankier, gouverneur van de Generale Maatschappij van België, lid van het Nationaal Congres en volksvertegenwoordiger, en Henri Dewandre, advocaat, lid van het Nationaal Congres en gemeenteraadslid van Luik.

### Loopbaan
De Macar was jurist en werd:
- onder het Franse keizerrijk: advocaat, auditeur en referendaris bij Raad van State, auditeur-generaal in Warschau, intendant in Silezië, secretaris-generaal van het departement Nedermaas,
- onder het Verenigd Koninkrijk der Nederlanden: raadsheer in het hof van beroep in Luik (1823-1828) en gouverneur van Henegouwen (1828-1830).
- onder het Koninkrijk België: liberaal senator voor het arrondissement Nijvel (1839-1848) en gouverneur van Luik (1847-1863).

Hij was beheerder van talrijke vennootschappen, onder meer van:
- Banque foncière (1835)
- Charbonnages de Lodelinsart (1836)
- Charbonnages Mambourg et Bellevue (1837)
- Charbonnages de Charleroi (1846)
- Charbonnages réunis de Charleroi (1851)
- Charbonnages Val-Benoît (1856)
- Charbonnages Bonne-Espérance et Batterie (1859)
- Charbonnages Le Carabinier (1860)
- Hauts-fourneaux de Sclessin (1865)

Zowel in politieke als industriële activiteiten werd hij opgevolgd door zijn zoon Ferdinand de Macar.
In 1839 werd de Macar verheven in de Nederlandse adel met de titel van baron, in 1844 in de Belgische adel bevestigd met de baronstitel, overdraagbaar op de eerstgeborene. Zijn nageslacht behoort tot de Belgische adel.